# Добривоје Божић
Добривоје Божић (Рашка, 23. децембар 1885 — Београд, 13. октобар 1967) био је српски машински инжењер, проналазач и конструктор прве савремене ваздушне кочнице за железничка возила.

## Биографија
Рођен је од оца Саватија и мајке Босиљке у Рашкој, 23. децембра 1885. године. Матурирао је у Крагујевачкој гимназији 1904. године. Студирао је на Високој техничкој школи у Карлсруеу и Дрездену. Један од професора му је био и Рудолф Дизел. Након завршених студија 1911. године вратио се у Србију.
Своје прво запослење добио је у железничкој радионици у Нишу. Одмах је и започео истраживачки рад на тему кочења железничких возила. Због Првог светског рата, привремено је прекинуо своја истраживања. Наставио их је након рата, радећи у Краљеву, Београду и Загребу.
Године 1922. у америчком патентном заводу је регистровано његово решење кочионог система возова са компресованим ваздухом. Његов изум је познат под именом кочнице Божић. Кочница ради на принципу збијеног ваздуха и прва је у свету прилагодила кочну силу тежини воза. И модерне данашње кочнице су усавршене верзије Божићеве кочнице. Министар саобраћаја Краљевине СХС одлучио је у септембру 1922. да се кочнице примењују на нашим железницама, почевши од "неколико стотина теретних и седам стотина путничких" које су на основу репарација поручене из Немачке. Кочница је 1924. тестирана на прузи великог нагиба Лич - Сушак, пред међународном комисијом. Конструисао је три типа кочница: за путнички саобраћај, теретни саобраћај и мешовити тип. Интернационална унија железница је 1928. године признала да је његово решење надмашило сва дотадашња и прихватила га је. Прво су овај систем увеле Чехословачка, Швајцарска и Алзас-Лорена.
Био је акционар Матарушке Бање, његов отац Саватије је изабран за председника управног одбора.

### Емиграција и смрт
За време Другог светског рата Добривоје и његова супруга Радмила, пребегли су са сином Драганом (рођен 1935) у Канаду. Пошто је, након одласка преко океана проглашен за издајника, државна власт је Добривоју Божићу одузела сву имовину. Године 1950. у канадском месту Виндзор рођен им је син Бранко (Роберт) Божић. Добривоје и Радмила су се развели недуго након рођења другог сина.
Добривоје је остао на америчком континенту све до 1964. године када се вратио у Београд. Ту је и преминуо, 13. октобра 1967. године. Сахрањен је на Новом гробљу у Београду.

## Породична кућа
Породица Божић је до емиграције живела у породичној кући у Крунској 69 у Београду. Након доласка Немаца, породица је протерана да живи у подруму виле. Божићи су, осим сина, имали и ћерку Весну која је умрла 1941. од упале слепог црева.
Након што је Добривоје Божић проглашен за издајника, одузета им је сва имовина, међу којом и породична кућа. Кућом тренутно располаже општина Врачар, а у њој се налазило седиште Демократске странке. Током 2014. године завршен је поступак реституције и вила је враћена наследницима.